# Ogniomistrz Kaleń
Ogniomistrz Kaleń – polski film wojenny z 1961 roku w reżyserii Ewy i Czesława Petelskich zrealizowany na podstawie powieści Łuny w Bieszczadach Jana Gerharda. 

## Obsada
- Wiesław Gołas – ogniomistrz Hipolit Kaleń
- Janusz Kłosiński – major Żubryd, dowódca oddziału organizacji Wolność i Niezawisłość
- Leon Niemczyk – kurinny Saszko „Bir”, dowódca oddziału Ukraińskiej Powstańczej Armii
- Aleksander Fogiel – karczmarz Szponderski
- Józef Kostecki – kapitan Wierzbicki
- Wacław Kowalski – plutonowy Kolanowski, komendant strażnicy
- Zofia Słaboszowska – Maria, kobieta „Bira”
- Józef Łodyński – porucznik Matula, szef służby samochodowej, dowódca Kalenia
- Zdzisław Karczewski – pułkownik Tomaszewski
- Tadeusz Teodorczyk – zastępca Żubryda
- Janusz Strachocki – Dwernicki, stary ziemianin
- Sylwester Przedwojewski – porucznik Daszewski
- Tadeusz Somogi – sierżant „Zawieja”, członek oddziału Żubryda
- Henryk Hunko – „Piorun”, członek oddziału Żubryda
- Adolf Chronicki – kierowca Kotlak
- Ferdynand Matysik – porucznik Rafałowski
- Alina Jurkowska(inne języki) – dziewczyna (rzekomo zgwałcona przez Kalenia)
- Irena Netto – stara kobieta w strażnicy Kolanowskiego
- Leopold René Nowak – żołnierz
- Adam Perzyk – Alojzy Rączka, kolega Kalenia
- Sławomir Zemło – szeregowiec uciekający z Kaleniem, zastrzelony przez Żubryda
- Ryszard Filipski – żołnierz w Baligrodzie wskazujący Wierzbickiemu drogę do kasyna
- Eugeniusz Korczarowski – polski żołnierz
- Zygmunt Malawski – milicjant w strażnicy Kolanowskiego
- Czesław Piaskowski – członek oddziału „Bira”

## Zarys fabuły
Scenariusz filmu zrealizowano na podstawie znanej wówczas powieści Łuny w Bieszczadach Jana Gerharda – dowódcy 34 Pułku Piechoty. Akcja filmu rozgrywa się w okresie walk Ludowego Wojska Polskiego i aparatu bezpieczeństwa ze zbrojnymi oddziałami ukraińskimi oraz z polskim podziemiem antykomunistycznym, i toczy się w plenerach Baligrodu, Zagórza oraz Smolnika. Sięga do wydarzeń z lat 1944–1947, działań oddziałów Ukraińskiej Powstańczej Armii w południowo-wschodniej Polsce (potocznie nazywanej „Bieszczadami”), naznaczonych licznymi zbrodniami wojennymi, zakończonych ich ostatecznym rozbiciem przez polskie oddziały Wojsk Ochrony Pogranicza, Korpusu Bezpieczeństwa Wewnętrznego, Milicji Obywatelskiej i Ochotniczej Rezerwy Milicji Obywatelskiej.
Tytułowy bohater – doświadczony żołnierz, spryciarz i zawadiaka, usiłuje znaleźć się w tych brutalnych warunkach i ocalić przed kolejnymi zagrożeniami, jakich nie szczędzi życie codzienne na krwawiącym pograniczu. Tragizm sytuacji ogólnej łagodzi miejscami humor sytuacyjny wynikający z nonszalanckiej postawy i beztroskiego charakteru głównego bohatera oraz z jego perypetii, w jakie wciąż pechowo popada.
Plenery: Baligród, Muszyna, Smolnik nad Osławą, Zagórz, Kielczawa i Rezerwat przyrody Sine Wiry.

## Muzyka
W filmie zostały wykonane utwory Chryzantemy złociste (muz. i sł. Zbigniew Maciejowski) oraz Spoza gór i rzek (Marsz I Korpusu) (sł. Adam Ważyk, muz. Aleksander Barchacz). Odtwarzana jest także piosenka Serce w plecaku (autor Michał Zieliński) podczas sceny na targowisku.

## Nagrody
- Nagroda Ministra Kultury i Sztuki II stopnia (rok 1962)[3].